# Miguel Pérez Díaz
Miguel Pérez Díaz (Málaga, 3 januari 1976) is een Spaans componist, muziekpedagoog, dirigent, pianist en tubaïst.

## Levensloop
Pérez Díaz kreeg zijn eerste contact met muziek in de Banda Juvenil de Música de los Colegios Miraflores y Gibraljaire in zijn geboortestad. Hij studeerde later aan het Conservatorio Superior de Música de Málaga met de hoofdvakken tuba en compositie. Vanaf 1990 componeerde hij werken voor verschillende genres, bijvoorbeeld voor het radio, de televisie, voor de film en allerlei shows. In 1994 schreef hij teksten en muziek uit Málaga en de regio rond zijn geboortestad en dit werk werd gecreëerd tijdens de populaire Pasión Vega en won de 1e prijs in de "X Certamen de Malagueñas de Fiesta" dat jaarlijks door de stad Málaga georganiseerd wordt.
In 1995 richtte hij een eigen orkest La Orquesta de Miguel Pérez op en schrijft voor dit orkest werken met jazz-geïnspireerde thema's die in de jaren veertig gemaakt werden. In 1997 richtte hij ook het "Miguel Pérez Consort" op en met dit ensemble maakte hij een cd-opname in 1999 met de titel Deus Meus.
Als pianist in het Cuarteto Che Camerata (1997-2006) maakte hij concertenreizen door heel Europa. Sinds 1998 is hij ook als docent in het onderwijs aan het Colegio Gibraljaire werkzaam.
Van 2005 tot 2007 was hij dirigent van de Banda Municipal de Música de Sedella. De Banda Municipal de Música de Málaga verzorgde in 2006 een cd-opname met zijn werken voor de Semana Santa de Málaga (Heilige Week in Málaga).
Als componist won hij in 1998 de 1e prijs tijdens het Secundo Concurso Nacional de Composición de Marchas Procesionales Maestro Perfecto Artola en werd uitgekozen voor een nationale concerttournee om zijn eigen werken voor piano uit te voeren.

## Composities

### Werken voor banda (harmonieorkest)
- 1993 Al Señor de la Humillación
- 1994 Estrella del Perchel
- 1994 Virgen de nueva Esperanza
- 1995 Santo Traslado IV
- 1995 Soledad de San Pablo
- 1995 Virgen de los Dolores
- 1997 Nazareno del Perdón
- 1999 Esperanza de nueva Málaga
- 1999 Flor de San Julián
- Jesús Cautivo II
- Málaga cofrade
- Malagueña Virgen de la Paloma
- Perdón de nueva Esperanza

### Kamermuziek
- Picasiana, voor saxofoonkwartet en piano

### Werken voor jazz-ensemble
- Bulevar del Jazz
- Entrada
- Tema de Amor

### Werken voor orgel
- Cinco Danzucas Populares

## Publicaties
- Cincuenta poemas mal peinados, 2005.